# Spelaeoniscus sahariensis
Spelaeoniscus sahariensis är en kräftdjursart som beskrevs av Paulian de Felice1942. Spelaeoniscus sahariensis ingår i släktet Spelaeoniscus och familjen Spelaeoniscidae. Inga underarter finns listade i Catalogue of Life.